# دنيس باري
دنيس باري (بالإنجليزية: Dennis Barrie)‏ هو مدير متحف ‏ أمريكي، ولد في 1947.
كان مسؤولاً عن تنظيم الثقافة الشعبية الأمريكية. شغل منصب مدير مركز روزنتال للفن المعاصر من عام 1983 إلى عام 1992. في عام 1990، وُجهت إلى باري والمعرض تهمٌ بالفحش ناجمة عن عرض صورٍ سادية مازوخية لروبرت مابلثورب كجزء من معرض بعنوان "اللحظة المثالية". كانت هذه أول محاكمة جنائية لمتحف فني بشأن محتويات معرض. في المحاكمة، برأت هيئة محلفين في سينسيناتي باري والمركز. وُثّق الجدل لاحقًا في فيلم تلفزيوني بعنوان "صور قذرة".
أصبح باري لاحقًا أحد مؤسسي الصالة الفخرية للروك آند رول في كليفلاند، حيث شغل منصب المدير التنفيذي من عام 1993 إلى عام 1998.
من عام 1998 إلى عام 2005، شغل باري منصب رئيس شركة مالرايت حيث أشرف على افتتاح متحف التجسس الدولي في واشنطن العاصمة.